# Old Domestic Building, Askive Wood SAC
Old Domestic Building, Askive Wood SAC este o arie protejată (arie specială de conservare — SAC, sit de importanță comunitară — SCI) din Irlanda întinsă pe o suprafață de 43,43 ha, integral pe uscat.

## Localizare
Centrul sitului Old Domestic Building, Askive Wood SAC este situat la coordonatele 51°49′23″N 9°52′08″W / 51.823001°N 9.8689°V.

## Înființare
Situl Old Domestic Building, Askive Wood SAC a fost declarat sit de importanță comunitară în ianuarie 2002 pentru a proteja un număr necunoscut de specii din flora spontană și fauna sălbatică aflate în arealul zonei. Situl a fost protejat și ca arie specială de conservare în februarie 2016.

## Biodiversitate
Situată în ecoregiunea atlantică, aria protejată nu include niciun habitat protejat.
La baza desemnării sitului se află un număr nedeclarat de specii protejate.